# Макаревич, Андрей Вадимович
Андре́й Вади́мович Макаре́вич (род. 11 декабря 1953, Москва) — советский и российский рок-музыкант, певец, поэт, писатель, бард, композитор, художник, продюсер, теле- и радиоведущий, актёр. Народный артист Российской Федерации (1999). Основатель, лидер и единственный бессменный участник рок-группы «Машина времени».

## Биография

### Происхождение
Родился 11 декабря 1953 года в Москве в семье архитектора и преподавателя МАРХИ Вадима Григорьевича Макаревича (26 марта 1924—1996) и врача-фтизиатра, доктора медицинских наук Нины Марковны Макаревич (в девичестве Шмуйлович, 1926—1989; по воспоминаниям Евгения Додолева: Нинель Мордуховны).
Отец был участником Великой Отечественной войны, в декабре 1943 года на Карельском фронте потерял ногу и после излечения в сентябре 1945 года уволился из рядов Советской армии, гвардии лейтенант Макаревич был награждён орденом Отечественной войны II степени, медалями «За оборону Москвы», «За победу над Германией» и другими. Работал старшим архитектором мастерской Горстройпроекта; с 1956 года — преподавателем Московского архитектурного института на кафедре строительной физики (с 1977 по 1988 год — на кафедре основ архитектурного проектирования): доцентом, а далее до оставления преподавания по болезни в 1993 году — профессором. В. Г. Макаревич был соавтором монографии «Световая архитектура» (с Н. М. Гусевым, 1973) и некоторых других печатных трудов, соавтором «Монумента Победы в Таллине» (1952), создателем «Пантеона Вечной Славы» (1953), монумента В. И. Ленина (1955, автор, скульптор Кибальников), памятника Карлу Марксу в Москве (1961, скульптор Кербель), павильона юннатов на ВДНХ. Одновременно занимался в аспирантуре МАРХИ темой «Вопросы архитектурной пластики в связи с условиями естественного освещения», провёл работу по улучшению освещённости на Втором московском часовом заводе. Был автором оформления советских павильонов на всемирных выставках в Брюсселе, Монреале, национальных выставок в Париже, Генуе, Лос-Анджелесе.
Мать окончила музыкальную школу. Имела специальность врача-фтизиатра, работала научным сотрудником Центрального научно-исследовательского института туберкулёза, доктор медицинских наук, профессор. В 1957 году защитила диссертацию кандидата медицинских наук по теме «Экспериментальное изучение вакцины БЦЖ в комбинации с неспецифическим компонентом». Была одним из первых советских микробиологов, обратившихся к изучению нетуберкулёзных микобактерий, в 1973 году защитив докторскую диссертацию по теме «Атипичные микобактерии: методы идентификации, источники выделения и значение в клинике туберкулёза»; другие труды — по патофизиологии и фармакотерапии лёгочного и внелёгочного туберкулёза, методам изоляции микобактерии туберкулёза из выделений больных, микобактериозам. Автор методических рекомендаций «Идентификация кислотоустойчивых микобактерий» (М., 1972).
Дед по отцу — сельский учитель Григорий Андреевич Макаревич (1886—1947), родом из д. Павловичи Гродненской губернии; бабушка по отцу — заслуженный учитель РСФСР, биолог Лидия Антоновна Макаревич (в девичестве Уссаковская, 1891—1973), родом из села Блудень Гродненской губернии. В 1915 году они переехали в Москву, где родился отец музыканта. Л. А. Макаревич в 1948—1956 годах руководила станцией юных натуралистов на ул. Юннатов в Москве, была награждена орденом Ленина.
Прадед по деду со стороны отца — крестьянин Андрей Иванович Макаревич (28.11.1848—?). Известно, что Макаревичи были королевскими крестьянами, когда Белоруссия входила в состав Речи Посполитой.
Прадед по бабушке со стороны отца — Антоний Константинович Уссаковский (род. 1867—19??), греко-католический священник, из шляхетского рода герба Сас; прабабушка — Анфила Кириакиди.
Дед по материнской линии, Марк (Мордух) Эльевич Шмуйлович (ум. 1951) — родом из еврейского местечка Пустошка (Себежского уезда Витебской губернии), был сапожником, членом партии Бунд. Его отец, тоже сапожник Эля Моисеевич Шмуйлович (1865—?), перебрался в Пустошку из Ильюшкино Рыкшинской волости Невельского уезда, где его отец — невельский мещанин Моисей Данилович Шмуйлович (1842—?) — в свою очередь, с 1859 года занимался изготовлением кирпича, имел дом и землю. Бабушка по материнской линии Мария Моисеевна (Мериеся Мойшевна) Бляхман (1902—1978), также родом из-под Витебска, была судмедэкспертом и патологоанатомом Московского уголовного розыска. Прадед Моисей (Мойша-Шмуль) Бляхман был шойхетом (резником) при одной из синагог Витебска.
Тётя, сестра матери — Галина Марковна (род. 1940), научный сотрудник Государственного института редких металлов (Гиредмет). Сестра Андрея Макаревича — архитектор Наталья Вадимовна Макаревич (род. 29 июня 1962), занимается танцами, её муж — Валерий Павлович Воронин (род. 30 мая 1958), сын (племянник Андрея) — Андрей Валерьевич Воронин (род. 19 марта 1986). Андрей Макаревич — двоюродный брат Алексея Макаревича и Елены Дымарской, жены Виталия Дымарского и дядя Анастасии Макаревич и Варвары Макаревич.

### Ранние годы
В детские годы Макаревич жил в коммуналке в двухэтажном доме на Волхонке (этот дом принадлежал когда-то князьям Волконским), напротив Музея изобразительных искусств им. А. С. Пушкина и мечтал стать водолазом, герпетологом, палеонтологом, зоологом. По его словам, большая часть мечтаний осуществилась — он попробовал многое из того, чем хотел заниматься в детские годы. Потом переехали на Комсомольский проспект в отдельную квартиру, где родилась сестра Андрея, которая младше его на 9 лет.

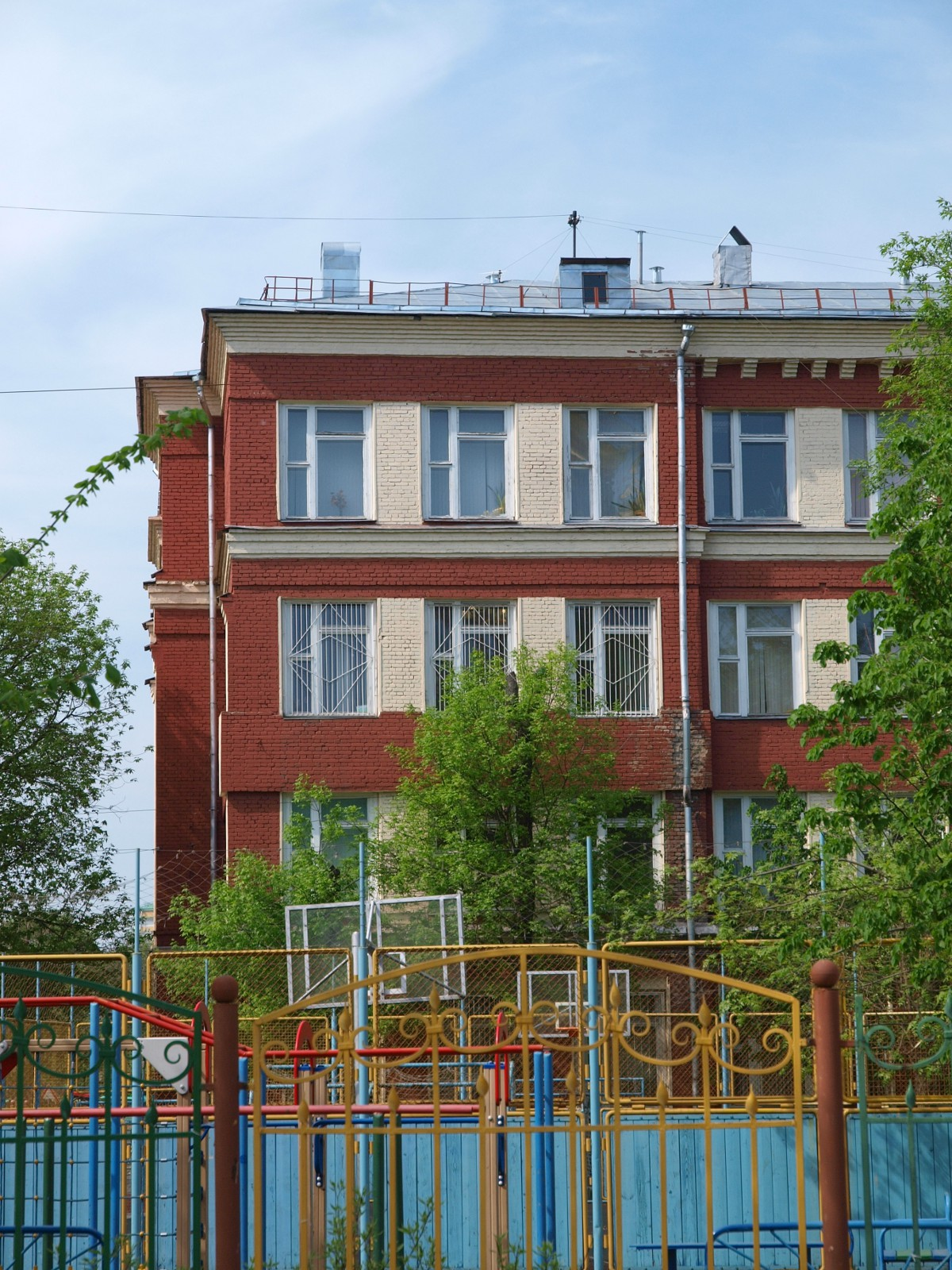
Школа № 19 (имени Белинского) Москва, Кадашёвский 1-й пер., д. 3а. Здесь учился Андрей Макаревич.

В 12 лет Макаревич начал самостоятельно заниматься игрой на гитаре. С детства увлекался музыкой Булата Окуджавы и Владимира Высоцкого.
Сочинял стихи, играл на гитаре «дворово-костровые» и бардовские песни.
В 1966 году познакомился с музыкой группы «The Beatles» и, по собственным словам, стал битломаном, как и некоторые из его сверстников, что и определило его дальнейшую судьбу.

«Было чувство, что всю предыдущую жизнь я носил в ушах вату, а тут её вдруг вынули. Я просто физически ощущал, как что-то внутри меня ворочается, двигается, меняется необратимо. Начались дни битлов. Битлы слушались с утра до вечера. Утром, перед школой, потом сразу после и вплоть до отбоя. В воскресенье битлы слушались весь день. Иногда измученные битлами родители выгоняли меня на балкон вместе с магнитофоном, и тогда я делал звук на полную, чтобы все вокруг тоже слушали Битлов…»— «Всё очень просто. Рассказики» Андрей Макаревич
В репортаже программы «Время» с книжной ярмарки, посвящённом выходу книги «Битлы перестройки», самого музыканта назвали «битлом перестройки».

### Карьера
В восьмом классе основал ансамбль «The Kids», исполнявший кавер-версии иностранных песен. Первое официальное выступление ансамбля произошло в 1968 году.
В 1969 году вместе с одноклассниками-битломанами Александром Ивановым, Павлом Рубиным, Игорем Мазаевым и Юрием Борзовым (вскоре к ним примкнул друг детства Борзова Сергей Кавагоэ, учившийся на этой же параллели в другой московской школе) была организована группа «Машина времени», существующая по сей день. С этой группой связана практически вся дальнейшая жизнь и творческая деятельность Андрея Макаревича. По сей день он является руководителем группы, её «лицом», основным автором текстов, а также композитором и исполнителем значительной части песен.
После окончания школы в 1971 году поступил в Московский архитектурный институт, откуда в 1974 году был отчислен (официально — «за несвоевременный уход с работы на овощной базе», фактически — по закрытому распоряжению одной из партийных инстанций, из-за неодобряемых занятий рок-музыкой), после чего устроился на работу архитектором в Гипротеатр («Государственный институт проектирования театров и зрелищных сооружений»), где работал до 1979 года под руководством архитектора В. А. Сомова, в 1975 году восстановился в МАРХИ на вечернем отделении, окончил его в 1977 году с дипломом художника-графика и архитектора. Сделал несколько архитектурных проектов, один из которых — цирк. Тем не менее, основным занятием всё это время была работа с «Машиной времени».
В 1979 году с «Машиной времени» подписал контракт Союзконцерт, что придало группе легальный статус, и с этого момента Макаревич, уволившись из Гипротеатра, официально стал музыкантом и исполнителем. В последующие годы много гастролировал в составе группы по СССР, снимался (вместе с группой) в фильмах Александра Стефановича «Душа» (1982) и «Начни сначала» (1985) (в последнем сыграл главную роль).
Андрей Макаревич: «Что касается пластинок, то первая из них вышла в США без всякого участия и ведома с нашей стороны, называлась „Охотники за удачей“ и звучала отвратительно. Удивительно, но денег за неё мы так и не видели. На родине наш бесплодный альянс с фирмой грамзаписи „Мелодия“ тянулся с 1980 года, а первый альбом вышел в 1986-м „В добрый час“ (тоже, кстати, без нашего ведома и участия — видимо, потянул капризный ветерок перестройки). С тех пор пластинки выходили уже регулярно».

Когда он жил на Ленинском проспекте. Этажом ниже Макаревича жила немолодая учительница географии. Как только в его квартире раздавался шум или какое-то шевеление, она вызывала милицию. После премьеры фильма «Душа» дома у Андрея собрались одни «звёзды» — отметить. И вдруг в три часа ночи звонок. Открывать пошёл Михаил Боярский. Просто опешил, увидев милицейский патруль. Патруль тоже был ошеломлён, особенно когда в прихожую вышли София Ротару, Ролан Быков и прочие знаменитости. Инцидент был исчерпан, но борьба «гигантов» продолжалась. Как-то Андрей признался мне: «Знаешь, хочется просто пойти в школу, в класс, где она работает, и сказать: „Дети, ваша учительница меня терроризирует. Сделайте что-нибудь.“ Но я не такой злой…» Кончилось всё само собой. Когда Макаревича стали показывать по ТВ, писать про него хорошие статьи в газетах, все претензии соседки куда-то исчезли…— Рассказики о людях из «Машины времени»
С середины 70-х начал сочинять и в жанре бардовской песни. В то время в концертах «Машины» появился акустический блок в 2-3 песни, а с 80-х начались и сольные выступления с материалом, не предназначенным для группы. Большинство из этих песен издано в составе альбомов, см. раздел «Сольная дискография». Как правило, в ходе сольных концертов отказывался исполнять песни из репертуара «Машины времени»; исключение делалось лишь для нескольких песен, в числе которых «Разговор в поезде», «Костёр», «Он был старше её». Впоследствии охладел к такому формату выступлений, однако после переезда в Израиль в 2022 году стал регулярно выступать с акустикой и там, и на гастролях по всему миру.
Уже в 1990-х годах участвовал в записи альбомов группы «Квартал», записал альбомы Юза Алешковского «Окурочек» и Иосифа Бродского «Ранние стихотворения». Выпустил несколько сборников своих стихов и книг воспоминаний. 9 мая 1996 года выступил с программой «Песни, которые я люблю» в Театре Эстрады. В телеэфире она была показана на РТР в прайм-тайм. В том же году был записан совместный концерт с Борисом Гребенщиковым «Двадцать лет спустя».
В 1997 году вместе с Юрием Сенкевичем, Туром Хейердалом, Стасом Наминым, Леонидом Якубовичем, Леонидом Ярмольником и Марком Гарбером совершил кругосветное путешествие через остров Пасхи. Во время путешествия сняли 3 фильма: Ю. Сенкевич снял фильм для «Клуба путешественников», А. Макаревич для своей передачи, С. Намин для «National Geographic».

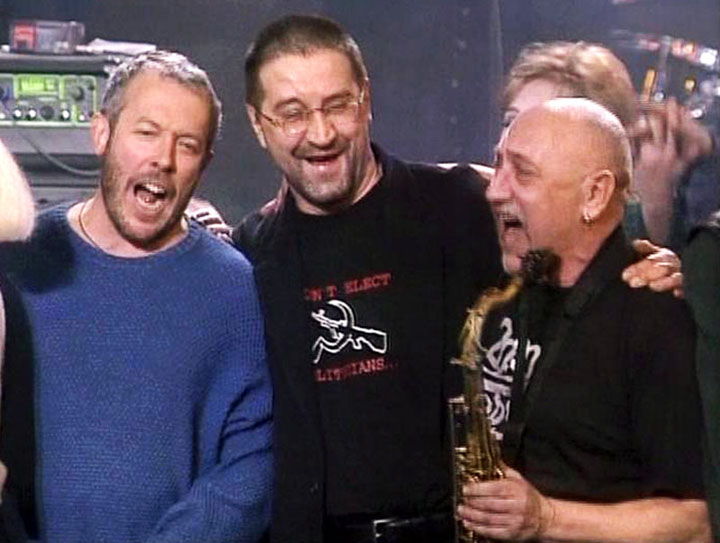
Слева направо: Андрей Макаревич, Юрий Шевчук, Михаил Чернов. Юбилейный концерт группы «Цветы», 2001 год

В августе 2001 года организовал проект «Оркестр креольского танго», играет джаз, блюз, босса-нову, румбу, свинг и шансон. «Оркестр креольского танго» собрал музыкантов из самых разных коллективов — из «Машины времени», «Квартала», «Папоротника», «Игорь Бойко Бэнда» и некоторых других.
Со своим проектом «Джазовые Трансформации», вместе с трио Евгения Борца и Ирины Родилес, Андрей Макаревич выступает в джаз-клубе «Союз Композиторов». Выступает на блюзовых джем-сейшнах со своим старым приятелем Алексеем White Беловым из группы «Удачное приобретение». Президент фестиваля «Сотворение мира».

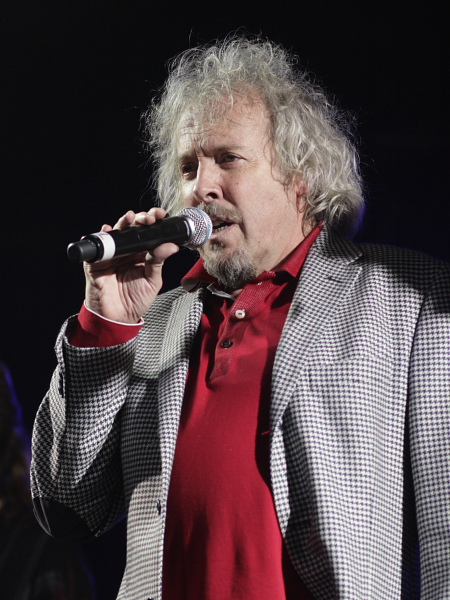
Андрей Макаревич, 2009 год

### Взгляды и общественная деятельность

#### Советский период
В 1967 году Андрей Макаревич вступил в комсомол, в котором формально состоял до 1980-х годов. По многочисленным собственным утверждениям в интервью и книгах, он, по меньшей мере с 1970-х годов, негативно относился к политической системе СССР, хотя диссидентом никогда не был и в открытых выступлениях против коммунистического режима не участвовал. Тексты многих написанных Макаревичем песен нередко воспринимались поклонниками группы как несущие некий политический подтекст («Марионетки», «Кого ты хотел удивить?», «Поворот», «Барьер» и другие), хотя сам он всегда говорил, что фанаты часто находят подтекст там, где его нет и никогда не было, кроме того, иногда песни пишутся под влиянием момента и вовсе не отражают мировоззрение автора «в целом».
В период перестройки песен на явно политические темы Макаревич писал очень немного, почти все они относятся к самому концу 1980-х — началу 1990-х годов (это, например, «Ветер надежды», «Бурьян породил бурьян», «У свободы недетское злое лицо», «Я хочу знать», «Аэрофлотовская»). Макаревич приветствовал отстранение коммунистов от власти в России.
21—22 августа 1991 года, в дни августовского путча, «Машина времени» выступала на баррикадах перед защитниками российского Белого дома, за что впоследствии все участники группы были удостоены медали «Защитнику свободной России».

#### 1991—2011
Обычно Макаревич дистанцируется от политических событий и редко участвует в политически значимых мероприятиях, тем не менее c 1991 по 2011 год он последовательно поддерживал действующую российскую власть: сначала — Бориса Ельцина, затем — Владимира Путина и Дмитрия Медведева. В апреле 1993 года, во время политического кризиса в России, поддержал президента РФ Б. Н. Ельцина в его противостоянии с Верховным советом, приняв участие в пропрезидентской кампании «Да—да—нет—да», приуроченной к референдуму 25 апреля 1993 года.
В 1996 году Макаревич и «Машина времени» приняли участие в агитационной кампании «Голосуй или проиграешь» в поддержку на выборах президента России Бориса Ельцина. В мае 1996 года на выборах Президента РФ стал доверенным лицом Бориса Ельцина.
После прихода к власти Владимира Путина Макаревич неоднократно в целом положительно отзывался о деятельности президента, не входя, впрочем, ни в какие близкие к властным структурам и президенту официальные организации и группы. С разной степенью критичности отзываясь о конкретной деятельности российской политической элиты, Макаревич, тем не менее, в эти годы неоднократно говорил, что считает эту деятельность в целом благотворной, и подчёркивал, что не видит достойной альтернативы действующей власти. По его мнению, за многие негативные стороны жизни России ответственна не власть, а общество, слишком прочно усвоившее многие стереотипы советского периода.
В 2003 году на фоне выборов в Государственную думу принимал участие в агитационных концертах за партию «Союз правых сил», его концерт показывался на «Первом канале», но момент, когда «правые» кандидаты выходили на сцену и исполняли вместе с ним песню «Новый поворот», был вырезан из эфира. А в феврале 2004 года музыкант вошёл в общественный совет по поддержке на президентских выборах Ирины Хакамада.
24 мая 2003 года на концерте Пола Маккартни в Москве Макаревич сидел рядом с президентом Путиным. Часть публики расценила это как «соглашательстве с властью». В ответ на это Макаревич заявил, что не видит ничего дурного в общении с президентом, относится к нему с симпатией и не обязан непрерывно бороться с властью.
Позже в составе «Машины времени» Макаревич также участвовал в концерте в честь завершения выборов президента России 2008 года, что также вызвало волну негативных отзывов. И тогда, и впоследствии Макаревич не раз говорил, что ему не стыдно за это выступление и он совершенно сознательно поддержал приход к власти Дмитрия Медведева, за которого голосовал сам и на которого возлагал определённые надежды.
Однако после появления открывающей новый альбом «Машины времени» «Машины не парковать» (2009) песни «Праздник начинается сейчас», текст которой содержит строку «Вас опять надули те, кто вас ведут», некоторые сделали выводы о разочаровании Макаревича.

Баллада «Праздник начинается сейчас» выглядит самой диссидентской песней по сегодняшним новозастойным временам, и кидает звонкую оплеуху молодым, но вялым рок-псевдо-героям последних лет.
— Гуру Кен 
В 2010 году был выдвинут в совет директоров «Первого канала». Также входил в президентский Совет по культуре и искусству.
В декабре 2010 года Макаревич вместе с Борисом Гребенщиковым, Владимиром Шахриным, Александром Ф. Скляром, Константином Кинчевым и Евгением Фёдоровым подписал письмо к президенту РФ Дмитрию Медведеву с призывом о справедливом разбирательстве дела Михаила Ходорковского. Отвечая на вопрос корреспондента газеты «Московский комсомолец», Макаревич сказал, что, по его мнению, дело Ходорковского — «затянувшийся позор России», что оно «шито белыми нитками» и должно быть пересмотрено в справедливом суде, решающем вопрос по закону, а не исполняющем политический заказ.
14 мая 2011 года, в день празднования «1000 дней до Игр», стал Послом Культурной Олимпиады «Сочи 2014».
Выступает за достаточно жёсткую политику в отношении соблюдения имущественных авторских прав. В частности, он подписал открытое письмо Д. А. Медведеву, призывающее воспрепятствовать распространению информации с использованием свободных лицензий.

#### 2011—2014
С начала второго десятилетия XXI века спокойное и в целом положительное отношение Макаревича к российской власти меняется на критическое. В последних песнях Макаревича можно увидеть недовольство общественной жизнью («Улетай», «Пой», «Простите», «Рассмеши меня, Петросян», «К нам в Холуёво приезжает Путин») и разочарование в религии («Полный контакт», «Небо напомнит», «Брошенный Богом мир»).
В октябре 2011 года Макаревич заявил Радио «Свобода»: «Мне не очень нравится всё, что происходит сегодня. Нам уже рассказали, кто у нас будет президент. Но дело не в Путине, а дело в том, что есть ощущение, что нас лишают остатков права выбора. Вот и всё». При этом он подчеркнул, что не сожалеет об участии в концерте в поддержку Медведева на Васильевском спуске: «Всё происходит так, как происходит. В тот раз я голосовал за Медведева. Медведев победил. Я считал, что я совершенно правильно поступаю. Я, наверное, неисправимо наивный человек. Я возлагал на Медведева некоторые надежды».
3 февраля 2012 года был официально зарегистрирован как доверенное лицо кандидата в Президенты РФ Михаила Прохорова.
Макаревич стал одним из участников так называемой «Прогулки писателей» — оппозиционной акции, прошедшей в Москве летом 2012 года.
6 августа 2012 года в газете «Московский комсомолец» было опубликовано открытое письмо Андрея Макаревича к Владимиру Путину. В письме Макаревич говорит о резко выросшем в последние годы уровне коррупции в стране, вымогательстве чиновниками откатов, неработоспособности суда, который сегодня — «либо машина для наказания неугодных, либо аппарат для приёма денег от истца». Макаревич призвал президента лично вмешаться в происходящее. В. Путин отреагировал на письмо на следующий день после публикации. Согласившись с письмом в целом, тем не менее, заметил, что, по его мнению, «второе такое письмо следовало бы адресовать предпринимателям», которые сами поддерживают коррупцию и, следовательно, отвечают за происходящее не меньше, чем государство. Макаревич выразил разочарование содержанием ответа главы государства, но отметил, что сам факт оперативной реакции на обращение несколько обнадёживает, так как показывает, что власть всё-таки слышит, что ей говорят. На своём персональном сайте, где многие посетители обращают внимание Макаревича на те или иные негативные стороны российской действительности и конкретные факты, он советует активнее обращаться по любым вопросам в государственные органы, в том числе — к высшим руководителям России, хотя бы для того, чтобы власть получала адекватную обратную связь и знала о действительных последствиях тех или иных своих решений.
Также Макаревич подписал обращение в защиту участниц группы Pussy Riot. В интервью он заметил, что неадекватно жёсткая реакция государства, поддерживаемая РПЦ и рядом православных патриотов, в действительности лишь создаёт инциденту рекламу и привлекает к нему внимание, в том числе за границами России, создавая участницам группы имидж «жертв режима», тогда как само по себе случившееся совершенно не заслуживает столь пристального внимания и широкого обсуждения.
20 сентября 2012 года Путин исключил Макаревича из Совета по культуре и искусству. Ряд оппозиционных СМИ и деятелей протестного направления тут же связал этот факт с последними политическими демаршами Макаревича, но сам он в интервью «Известиям» категорически отверг такую интерпретацию событий, назвав тех, кто её поддерживает, «людьми, больными на голову». Макаревич заметил, что в последнее время из-за напряжённого графика выступлений он не мог участвовать в работе Совета и поэтому его исключение вполне обоснованно. Сам музыкант не сожалеет о потере этого места, так как ничего по-настоящему важного, по его словам, Совет по культуре не решает.
27 октября 2012 года на съезде политической партии «Гражданская платформа» Макаревич был избран в её федеральный гражданский комитет.
9 ноября 2012 года на сайте газеты «Московский комсомолец» было опубликовано обращение Макаревича к гражданам России, озаглавленное «Давайте попробуем при Путине». В нём Андрей Вадимович говорит, что российские проблемы не являются исключительно результатом присутствия у власти Владимира Путина и с заменой президента не исчезнут, а поэтому будет полезнее, если каждый сам приложит усилия к улучшению жизни страны, в том месте и в той мере, которая лично ему доступна.
23 декабря 2012 года на сайте газеты «Московский комсомолец» было опубликовано обращение Макаревича к Владимиру Путину, посвященное «закону Димы Яковлева». Популярный исполнитель призвал главу государства наложить вето на инициативу, запрещавшую гражданам США брать на воспитание детей из РФ, но безуспешно.

#### 2014—2021

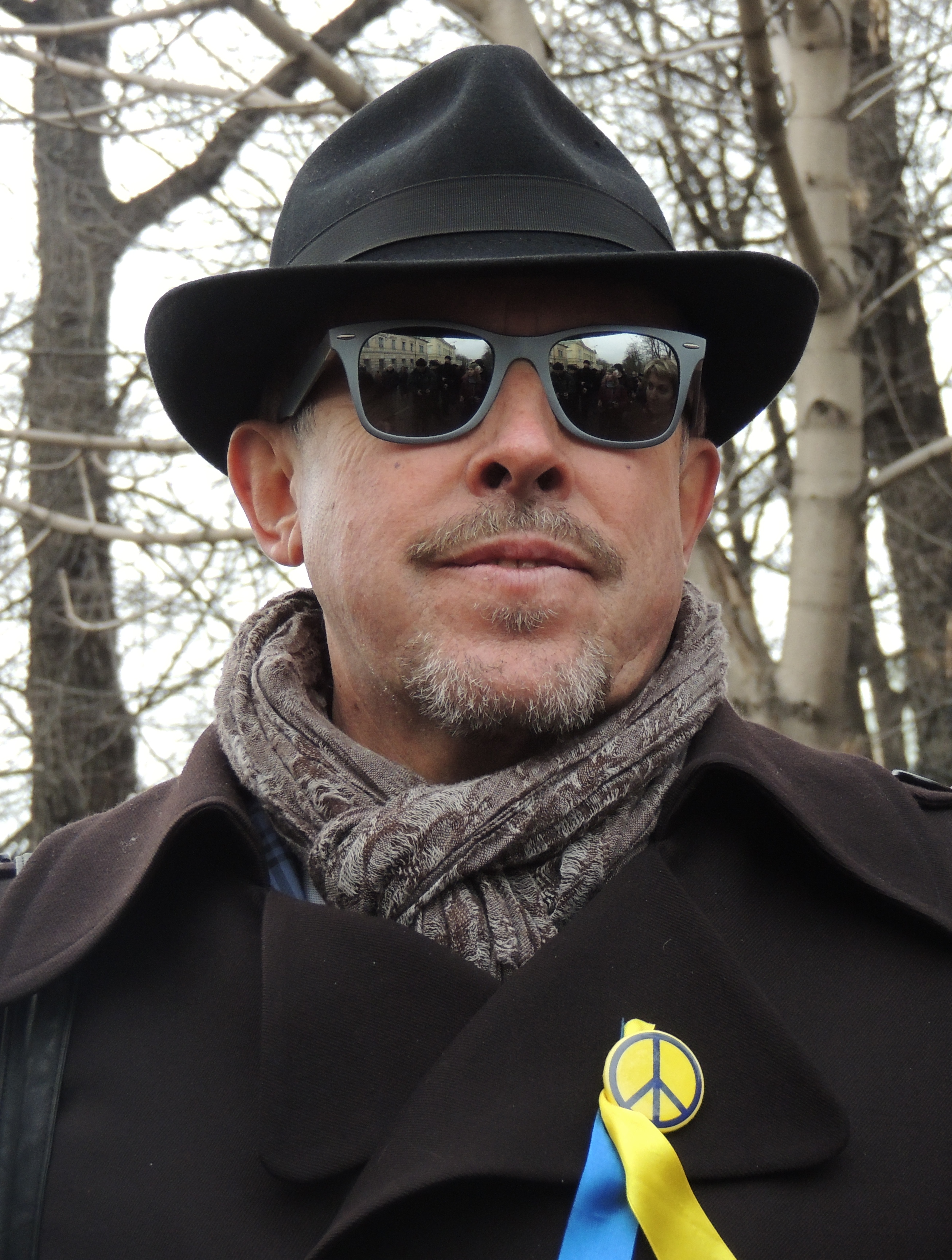
На Марше мира. Москва, 15 марта 2014 года

В феврале 2014 года одним из первых выступил против возможного ввода российских войск на территорию Украины в ходе российской аннексии Крыма. В марте того же года участвовал в Марше мира и подписал обращение деятелей российской культуры против политики президента РФ В. В. Путина по отношению к Украине. Пророссийским активистам Донбасса он посоветовал эмигрировать в Россию.
11 апреля 2014 года на здании Дома книги на Новом Арбате в Москве появился плакат «Пятая колонна. Чужие среди нас», с портретами Андрея Макаревича, Юрия Шевчука, Алексея Навального, Бориса Немцова и Ильи Пономарёва.
12 августа Макаревич по приглашению Тимофея Нагорного выступил в украинском городе Святогорске перед детьми — беженцами из-за вооружённого конфликта в Донецкой и Луганской областях (само мероприятие было организовано «Фондом волонтеров Украины»); эта акция вызвала резкую критику некоторых российских общественных деятелей.
Произошла отмена концертов в Санкт-Петербурге, Новосибирске, Самаре, Кирове и ряде других городов. В эфир НТВ вышел направленный в том числе и против Макаревича пропагандистский фильм «13 друзей хунты», из цикла «Профессия — репортёр» Ряд депутатов Госдумы потребовал запретить выступления музыканта в России и лишить его госнаград из-за позиции в отношении Украины.
25 сентября 2014 года была попытка сорвать концерт Андрея Макаревича с программой «Идиш-джаз» в Московском международном Доме музыки. Премьера совпала с еврейским Новым годом. Один из зрителей, активист партии «Другая Россия» Олег Миронов распылил газовый баллончик в зрительном зале, а четверо других стали скандировать «Макаревич — предатель Родины!» и разбрасывать листовки и яйца. В момент инцидента в зале находилось около 500 человек. Все они, а также выступавшие вынуждены были покинуть помещение. Концерт продолжился более чем через два часа после звонка Макаревича Владимиру Спивакову. По факту происшествия дознавателем УВД по Центральному административному округу было возбуждено уголовное дело по части 1 статьи 213 УК РФ («Хулиганство»). 18 августа 2015 года Олег Миронов был признан виновным в хулиганстве и приговорён к 3 годам колонии строгого режима.
В конце октября 2014 года Андрей Макаревич заявил о причастности первого заместителя главы администрации президента Вячеслава Володина к событиям вокруг него, которые сам музыкант называет травлей, в частности — отмене его концертов в российских городах. Глава администрации президента Сергей Иванов заметил: «Делать больше Кремлю нечего, как обзванивать кого-то и заставлять отменять концерты. Просто люди, увидев определённые действия отдельных представителей шоу-бизнеса, делают свои выводы и сами не хотят покупать билеты на их выступления. Ну, а представителю шоу-бизнеса, чтобы объяснить потерю своей популярности, проще всего сказать, что это кровавая гэбня, Кремль мешает народу посещать их концерты. Вы попробуйте людей заставить не пойти, например, на концерт Пола Маккартни или The Rolling Stones, или Pink Floyd. Да сотни тысяч людей придут. Политики здесь нет никакой, ноль. Все эти объяснения от лукавого».
17 августа 2014 года газета «Известия» опубликовала статью «Певцы и подлецы», в которой Александр Проханов утверждал, что Макаревич дал концерт в Славянске перед украинскими силовиками, тем самым «вдохновив военных на убийство мирных жителей». Сам Макаревич неоднократно заявлял, что выступал на Украине перед беженцами и подал иск о защите чести и достоинства. 18 ноября Савёловский районный суд Москвы частично удовлетворил иск Макаревича и взыскал с Проханова 500 тысяч рублей. 28 января 2015 года Мосгорсуд отменил решение о взыскании в пользу Макаревича 500 тыс. рублей с журналиста Александра Проханова за эту публикацию.
В марте 2015 года музыкант приехал в Белоруссию, чтобы записать свою первую песню на белорусском языке под названием «Снег», которая в оригинале на русском была выпущена в 1970-е годы, и дал интервью изданию «Будзьма беларусамi», где рассказал, чем белорусы отличаются от русских: «Разница есть, конечно. Хотя бы даже в отношении к природе. У вас это отношение европейское, у нас — испорченное кочевниками. Кочевники привыкли гадить, потому что они не сидят на местах: они завтра едут дальше. Можно не заботиться о чистоте. Подозреваю, что у русских это осталось со времен татарского ига».
5 мая 2015 года появился видеоклип, приуроченный к украинскому празднику — Дню памяти и примирения 8 мая, вышедший на телеканале СТБ в рамках серии «Чтобы помнили». Макаревич вспоминает события, предшествовавшие началу Второй мировой войны, рассуждает о том, как мир не хотел замечать агрессию Гитлера. В преддверии 70-летия Победы в Великой Отечественной войне Андрей высказал своё мнение о георгиевской ленте, считая, что её могут носить только те, кто этого действительно заслужил.
6 июля 2015 года на сайте Грушинского фестиваля появилась заметка о гибели Макаревича: «Друзья, вынуждены сообщить вам прискорбную новость, сегодня ночью скончался великий советский и российский музыкант, певец, поэт и просто хороший человек Андрей Макаревич. По словам его родственников, он был убит сегодня в собственном подъезде. Также на Грушинском фестивале будет организован сбор денежных средств на похороны Андрея Макаревича и пройдет серия благотворительных концертов в его честь». Эту информацию оперативно опровергли организаторы фестиваля, а также, в более грубой форме, — возмущённые друзья музыканта и сам лидер «Машины времени». Вскоре выяснилось, что сайт подвергся хакерской атаке. Однако в соцсетях успели выразить соболезнования и активно комментировали инцидент.
16 июля 2015 года была опубликована «Песня без названия», вызвавшая резонанс у слушателей, которые в комментариях приписывают строку «бывшие братья мои» коллегам Макаревича по группе «Машина времени», а также другим рок-исполнителям и культурным деятелям. Андрей также упоминает в песне «доморощенный, битый-побитый» рок-н-ролл и сожалеет о завершении «золотой эпохи».
22 января 2016 года участники митинга в центре Грозного в поддержку президента России Владимира Путина и главы Чеченской республики Рамзана Кадырова выдвинули лозунги против Андрея Макаревича.
В феврале 2016 года Макаревич обвинил полпреда в УрФО Игоря Холманских в попытке отменить концерт «Машины времени» в Екатеринбурге. Мэр Евгений Ройзман в ответ пообещал помочь найти другую площадку. На 7 апреля был запланирован концерт в петербургском Дворце культуры имени Ленсовета, однако дирекция ДК, в связи с угрозами неизвестных, отказалась его проводить. О политике музыкант теперь предпочитает не говорить: «…мне это глубоко неинтересно, я сказал всё, что хотел и с тех пор мало что изменилось».
18 сентября 2017 года в статье в «Новой газете» Андрей Макаревич подчеркнул, что в российском обществе, при помощи власти, установился раскол после конфликта на Украине, но у него нет рецепта, что делать с ситуацией, которая сложилась в стране, так как возможность диалога между людьми упущена. Позже он резко высказался по поводу открытого в Москве памятника Михаилу Калашникову, назвав это «бездарной, уродливой скульптурой». 17 марта 2018 года им был опубликован пост, где рассказывалось о поездке в США. В комментариях к этому посту в диалоге с одним из своих подписчиков Макаревич предположил, что российская государственная пропаганда открыла «какой-то двадцать пятый кадр, который реально превращает людей в злобных дебилов».
В январе 2019 года вошёл в состав Общественного совета Комитета по культуре Государственной Думы РФ. Выступил против цензуры и вмешательства государства в молодёжную культуру. Также в интервью «Lenta.ru» резко заявил, что 80 процентов населения Земли — идиоты, и это нужно принять как данность. В том же интервью Макаревич решил расшифровать свои слова пятилетней давности «этот народ нельзя спасти»: «В этой фразе я подразумевал, что народ оказался гораздо более внушаем, чем я предполагал. Гораздо более невежественным, агрессивным, падким на то, что я считаю мерзостью».
Критически относится к правящему режиму в Белоруссии. В сентябре 2020 года подписал письмо в поддержку протестных акций в Белоруссии.

#### с 2022

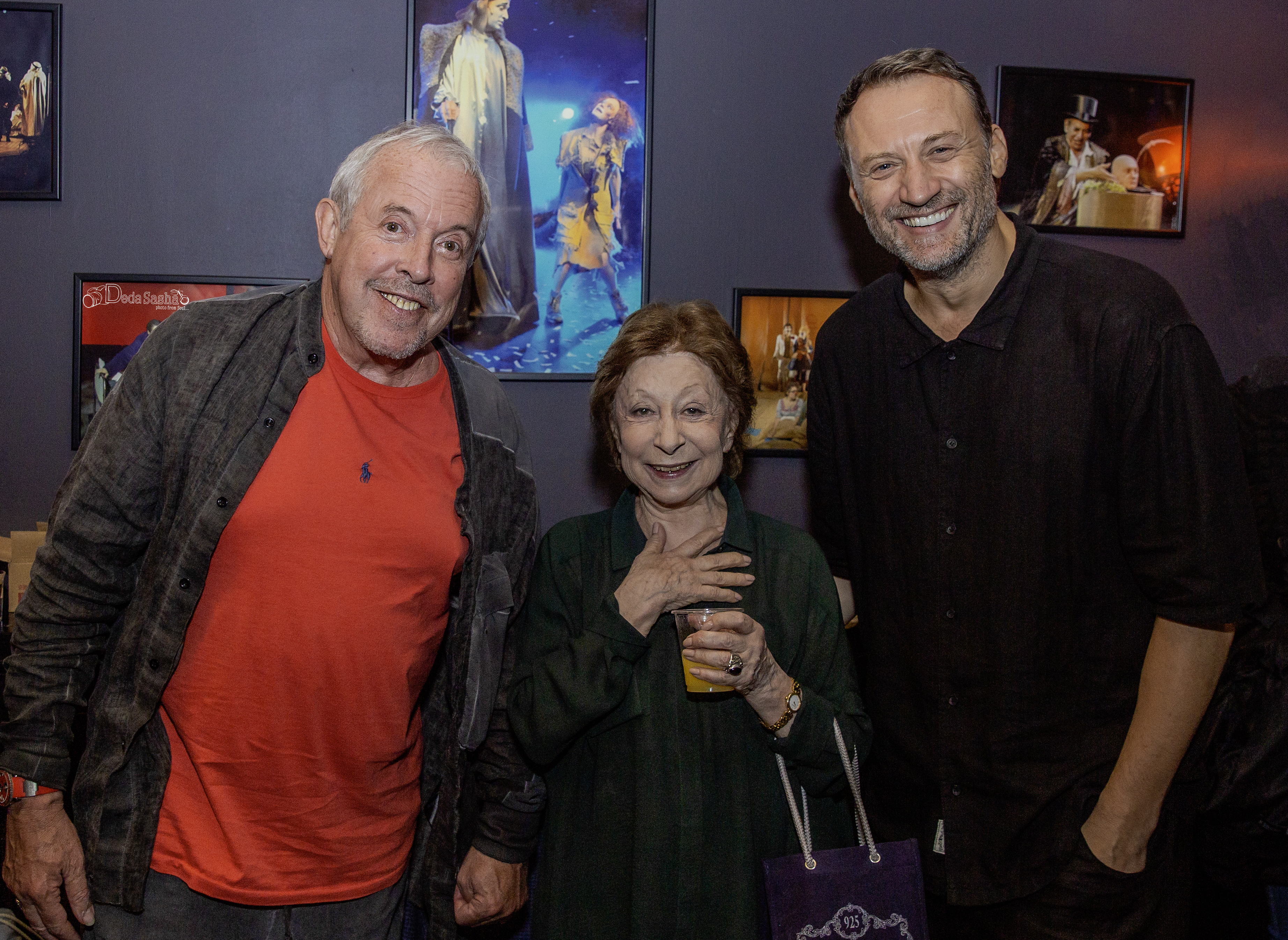
Андрей Макаревич, Лия Ахеджакова, Анатолий Белый в октябре 2022 года

18 февраля 2022 года (до вторжения России на Украину) Макаревич заявил: «Нас поссорили со всем цивилизованным миром, нас поставили на грань войны, от нашего лица этому миру хамят, нам врут, водят за нос, от законов не осталось даже видимости — зачем?». После российского нападения написал антивоенные песни «Моя страна сошла с ума» и «Я расскажу вам про страну…». Спустя три дня певец вместе с беременной женой уехал в Израиль.
2 сентября 2022 года Минюст РФ внёс Макаревича в реестр физических лиц — «иностранных агентов». В ноябре 2022 года адвокат музыканта Александр Передрук уточнил, что Макаревич стал первым человеком, которого признали иностранным агентом из-за иностранного влияния, например интервью Дмитрию Гордону, который на момент записи интервью не был иностранным агентом. В решении Замоскворецкого суда Москвы указано, что Макаревич «систематически распространяет негативные мнения о принимаемых органами государственной власти Российской Федерации и их представителями решениях, в том числе обвиняя в совершении военных преступлений, а также отождествляя Российскую Федерацию и нацистскую Германию».
В 2023 году А. В. Макаревич передал родственникам и бывшей жене Алле всю оставшуюся недвижимость в России. В 2024 году представитель музыканта Антон Чернин сообщил, что «никаких бизнес-интересов и никакого имущества у Макаревича в России нет».

#### Защита животных
- Входит в попечительский совет Благотворительного фонда защиты животных «БИМ»[108][109].
- 17 февраля 2007 года Макаревич и Камбурова открыли в вестибюле станции московского метрополитена «Менделеевская» памятник убитой в метро собаке[110].
- В июне 2008 года участвовал в митинге на Пушкинской площади в Москве в защиту бездомных животных[111].
- В январе 2010 года совместно с рядом деятелей культуры обратился к властям с предложением о введении поста уполномоченного по правам животных[112][113][114][115].
- Даёт благотворительные концерты в помощь бездомным животным[116].
- В 2006 году заявил, что неоднократно употреблял в пищу собачатину, в частности, непреднамеренно, шашлык из бездомного пса, а также блюда корейской кухни из полусырого собачьего мяса[117].

### Бизнес
- С 1997 — совладелец стоматологической клиники «Dental Art» (делит с Леонидом Ярмольником и Леонидом Якубовичем)[118].
- Был президентом телекомпании «Смак»[118].
- В мае 1998 вместе со Стасом Наминым и Валерием Меладзе открыл «Ритм блюз кафе». (Москва, Староваганьковский пер., д. 19, стр. 2, за Домом Пашкова[119][120]).
- 13 апреля 2001 года вместе с Олегом Чебыкиным (в прошлом командиром группы водолазов спасательной службы Северного флота) открыл первый магазин с товарами для дайвинга «Батискаф»[121].
- Совместно с супругой презентует в Израиле собственные бренды вин[122]. Занимается виноделием в Израиле совместно с супругой.[123][124]

## Семья

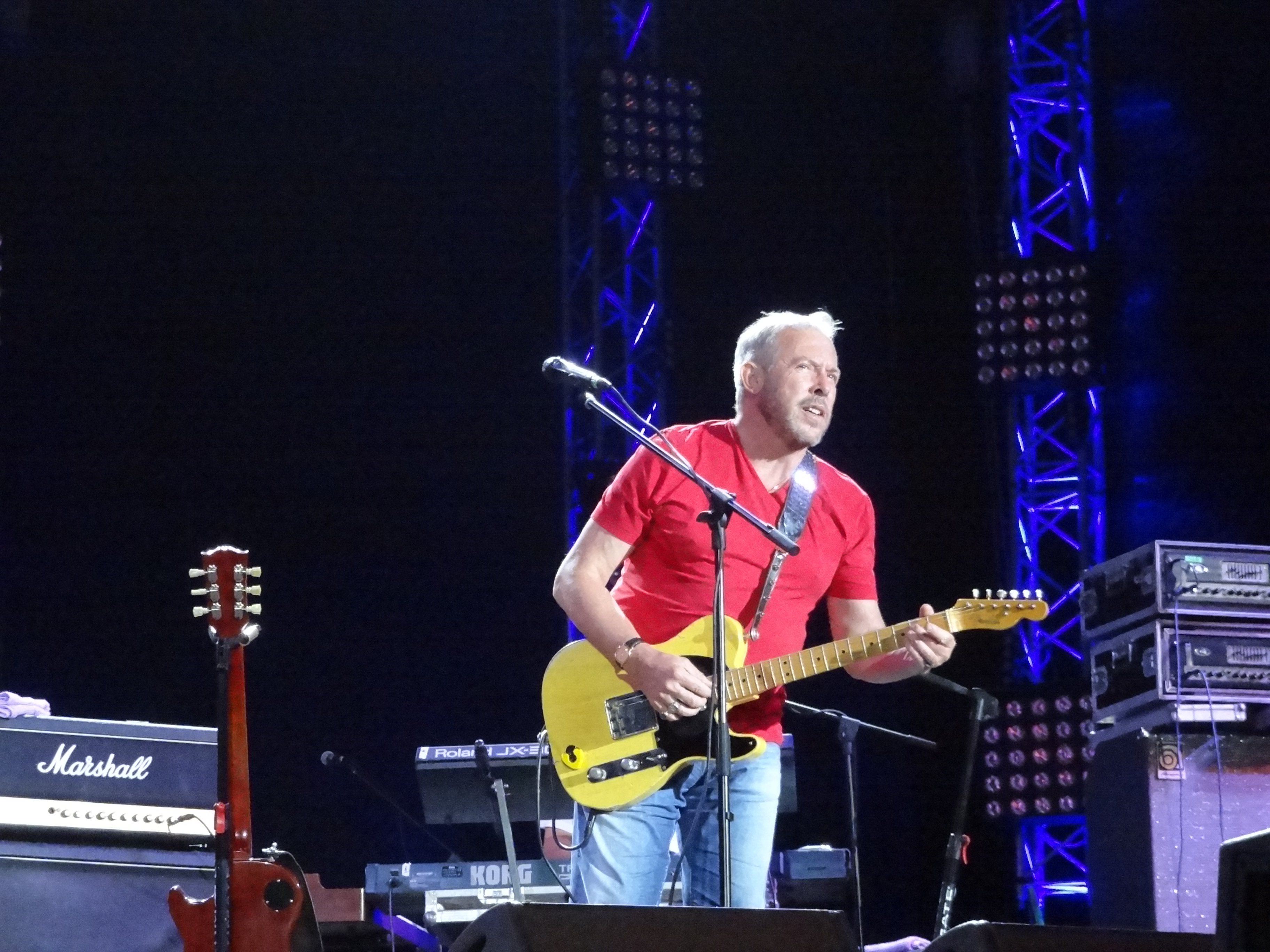
«Машина времени». Концерт в рамках X Международного инвестиционного форума в Сочи (2011 год).

Внебрачная дочь — Дана (род. 1975) проживает в городе Филадельфия, по образованию юрист, вице-президент фармацевтической компании, замужем за американским бизнесменом.
Первая жена (1976—1979) — Елена Игоревна Глазова (Фесуненко) (род. 23 февраля 1957), дочь советского политобозревателя Игоря Фесуненко (писал книги про бразильский футбол и помогал «Машине»), была студенткой Историко-архивного института, брак распался через три года.
Вторая жена (октябрь 1986 года — 1989) — Алла Михайловна Макаревич (в дев. Голубкина; род. 6 октября 1960) врач-косметолог, бывшая жена Алексея Романова.
- Сын — Иван Андреевич Макаревич (род. 30 июня 1987) — актёр, его крёстный отец — Александр Зайцев (1958—2007) — бывший клавишник «Машины времени»[130].

В начале 1990-х годов в течение четырёх лет, как сообщала Газета.ru, был близок с радиоведущей Ксенией Стриж.
Два года (1998—2000) Макаревич был близок с журналисткой и пресс-атташе «Машины времени» Анной Вячеславовной Рождественской (род. 15 июня 1974).
- Дочь — Анна (род. 2000).

Третья жена (31 декабря 2003—2010) — Наталья Николаевна Голубь (род. 9 марта 1968), гримёр, стилист, фотохудожник.

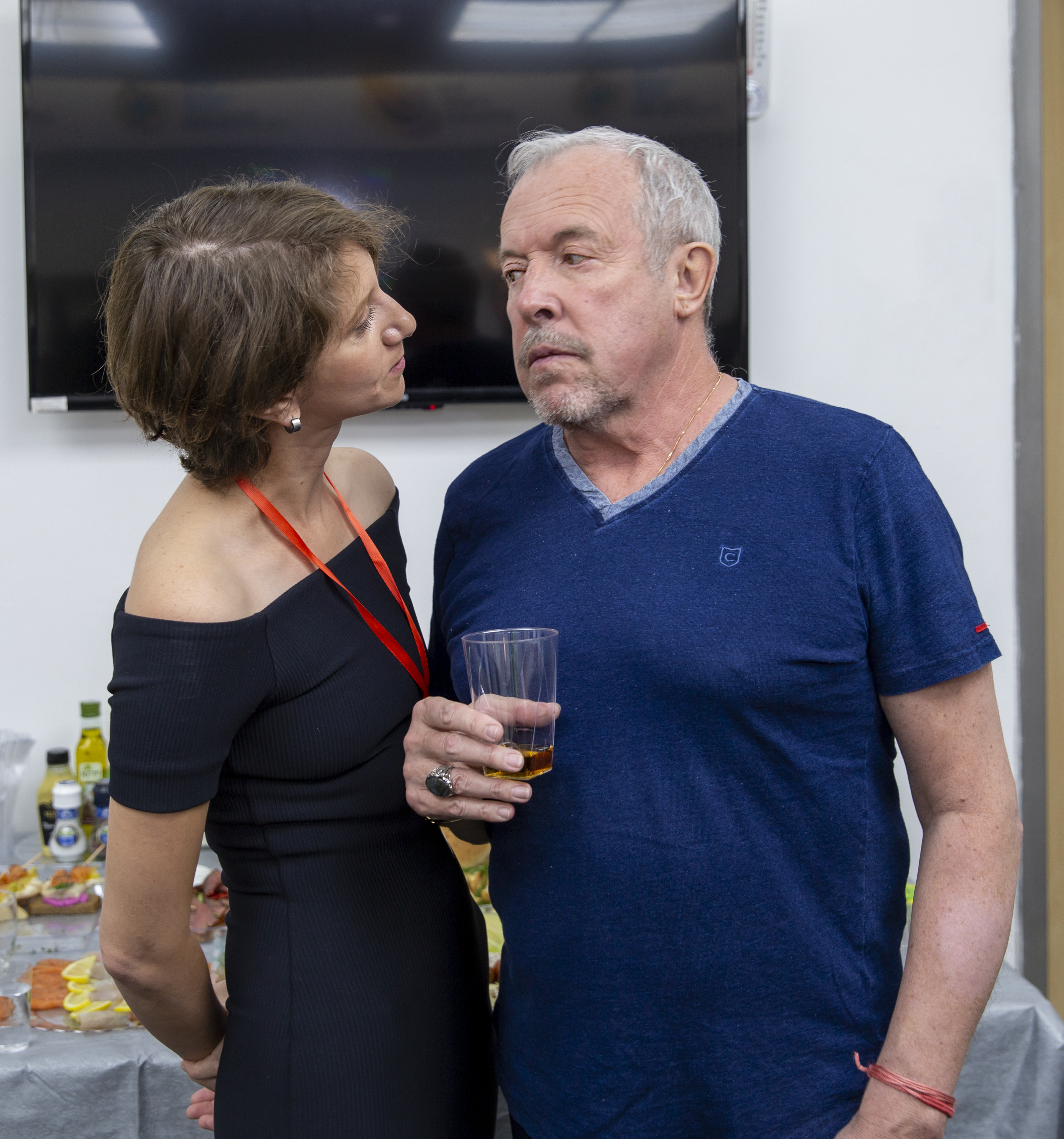
Андрей Макаревич и Эйнат Кляйн

Четвёртая жена (с декабря 2019) — Эйнат Кляйн (Инна Калинина) (род. 31 мая 1984, Киев, УССР), израильская журналистка, фотограф и гид.
- Сын — Эйтан (род. 30 марта 2022)[122][135].

В планах супругов — свободное владение сыном как русским языком, так и ивритом: в первые 3—4 года жизни общение с ним дома будет на русском, а в дальнейшем он естественно освоит и иврит в израильской среде. Видимо, именно рождение сына стало основной причиной эмиграции/репатриации Макаревича в 2022 году в Израиль, так как в одном из интервью он сказал, что в этом не было «никакой политики». Для семьи была куплена элитная квартира у побережья в Нетании.
Андрей Макаревич является двоюродным братом Алексея Макаревича (продюсер группы «Лицей») и двоюродным дядей Анастасии Макаревич (солистка группы «Лицей»).
Увлекается бильярдом, дайвингом, подводной фотографией и видеосъёмкой, рыбалкой, кулинарией, подводной охотой и археологией, коллекционирует часы «Omega». Собирает этнические ударные и струнные инструменты.
С 1993 года жил в деревне Подушкино близ Барвихи в доме, купленном у Л. Ярмольника, который тот построил для своих родителей. Леонид Ярмольник — его друг и бывший сосед, Ярмольник считал своим братом Александра Абдулова и считает своим братом Андрея Макаревича. На гостевом доме Ярмольника висит «мемориальная доска»: «В этом домике весной 1999 года скрывался от ремонта великий белорусский поэт и композитор Андрей Макаревич». В 2008 году переехал в коттеджный посёлок «Павлово» в Истринском районе, мотивировав своё решение чрезмерно плотной застройкой на Рублёвке.

## Творчество

### Группы
Созданные А. Макаревичем
1. «Машина времени» — 1969 г.
2. «Оркестр креольского танго» — 2001 г.
3. «Yo5» — 2018 г.

Сотрудничали с А. Макаревичем
1. «Квартал»
2. «Папоротник»
3. «Вокал бэнд» (альбом «Я рисую тебя»)
4. «Диалог» (художник альбома «Посредине мира»)
5. «Ромарио» (обложка и рисунки альбома Имена, песня и клип «Там и потом»)
6. Сергей Минаев (художник альбома «Джаст»)[144]

### Дискография
Сольные альбомы
1. 1985 — Варьете
2. 1989 — Песни под гитару
3. 1991 — У ломбарда
4. 1994 — Я рисую тебя
5. 1996 — Песни, которые я люблю
6. 1996 — Пионерские блатные песни (с А. Козловым)
7. 1997 — Двадцать лет спустя (концерт совместно с Борисом Гребенщиковым)
8. 1998 — Женский альбом (с группой «Папоротник»)
9. 1999 — Песни из кинофильма Перекресток (песни из кинофильма «Перекрёсток»)
10. 2000 — Время напрокат (с группой «Квартал»)
11. 2000 — Ты или я (сингл) (с группой «Квартал»)
12. 2002 — И т. д. (с «Оркестром креольского танго»)
13. 2003 — Тонкий шрам на любимой попе (с «Оркестром креольского танго», Евгением Маргулисом, Максимом Леонидовым, Аленой Свиридовой и Татьяной Лазаревой) — песни Марка Фрейдкина
14. 2004 — От меня к тебе (концерт с «Оркестром креольского танго»)
15. 2005 — А. Макаревич представляет песни Геннадия Ни-Ли
16. 2005 — А. Макаревич представляет песни Булата Окуджавы (с «Оркестром креольского танго»)
17. 2006 — Старая машина (с «Оркестром креольского танго»)
18. 2007 — Штандер (с «Оркестром креольского танго») (студия «Abbey Road»)
19. 2012 — Вино и слёзы (с «Оркестром креольского танго»)
20. 2013 — Идиш Джаз[145]
21. 2013 — Хроника текущих событий[146]
22. 2014 — Облака (А. Макаревич поет песни Александра Галича)[147]
23. 2014 — Андрей и Ильдар в «Машине» (совместно с Ильдаром Казахановым)
24. 2015 — Идиш Джаз 2
25. 2018 — Yo5
26. 2022 — Идиш Джаз 3
27. 2023 — Убежище

Сборники
1. 2001 — Лучшее (сборник)
2. 2003 — Избранное (антология, 6 CD с бонус-треками)
3. 2008 — Было не с нами. Лучшие песни (сборник)
4. 2008 — 55 (сборник)
5. 2009 — Лучшее (сборник, 2 CD)

Продюсирование
1. 2005 — дебютный альбом Юлии Михеевой «Яблочки»[148].

### Актёрские работы
Рок-оперы
1. 1985 — Стадион — священник
2. 2009 — Мастер и Маргарита — буфетчик Соков

Фильмография

| Год  |     | Название                                        | Роль                                                    |
| ---- | --- | ----------------------------------------------- | ------------------------------------------------------- |
| 1977 | док | Шесть писем о бите                              | камео                                                   |
| 1981 | ф   | Душа                                            | участник группы                                         |
| 1983 | ф   | Я возвращаю ваш портрет                         | Имя персонажа не указано                                |
| 1985 | ф   | Начни сначала                                   | бард Николай Ковалёв                                    |
| 1987 | док | Два часа с бардами                              | Имя персонажа не указано                                |
| 1989 | док | Рок и фортуна                                   | Имя персонажа не указано                                |
| 1989 | ф   | «Стеклянный лабиринт»                           | камео                                                   |
| 1991 | ф   | Гений                                           | камео, соло на гитаре                                   |
| 1992 | ф   | Сумасшедшая любовь                              | доктор Барков                                           |
| 1995 | ф   | Московские каникулы                             | эпизод                                                  |
| 1996 | ф   | Старые песни о главном                          | пасечник-пенсионер Вадимыч                              |
| 1997 | ф   | Старые песни о главном 2                        | повар Макароныч                                         |
| 1997 | ф   | «Шизофрения»                                    | эпизод                                                  |
| 1998 | ф   | Перекрёсток                                     | эпизод                                                  |
| 1999 | ф   | 8½ $                                            | камео                                                   |
| 2000 | ф   | Витрина                                         | камео                                                   |
| 2000 | ф   | Тихие омуты                                     | лесничий                                                |
| 2003 | ф   | Три цвета любви                                 | Имя персонажа не указано                                |
| 2004 | с   | Подводный мир Андрея Макаревича (сериал)        | Имя персонажа не указано                                |
| 2006 | с   | Запретные темы истории. Загадки Древнего Египта | голос за кадром                                         |
| 2007 | ф   | День выборов                                    | участник дуэта некоммерческой песни «Двое против ветра» |
| 2007 | ф   | Лузер                                           | музыкант в переходе                                     |
| 2008 | док | Андрей Макаревич. Правила движения              | Имя персонажа не указано                                |
| 2008 | док | Человек в кадре. Леонид Ярмольник.              | Имя персонажа не указано                                |
| 2008 | док | Живая история. Русский рок                      | Имя персонажа не указано                                |
| 2010 | ф   | О чём говорят мужчины                           | камео                                                   |
| 2012 | ф   | Ржевский против Наполеона                       | камео                                                   |
| 2013 | док | Андрей Макаревич и Машина его времени           | камео                                                   |
| 2014 | ф   | Кино про Алексеева                              | камео                                                   |
| 2015 | с   | Обратная сторона Луны 2                         | камео                                                   |

### Музыка для фильмов
| Год  |     | Название                   | Роль                     |
| ---- | --- | -------------------------- | ------------------------ |
| 1975 | ф   | Афоня                      | Имя персонажа не указано |
| 1983 | ф   | Скорость                   | Имя персонажа не указано |
| 1983 | мф  | Обезьянки                  | Имя персонажа не указано |
| 1983 | ф   | Тайна «Чёрных дроздов»     | Имя персонажа не указано |
| 1985 | ф   | Двойной обгон              | Имя персонажа не указано |
| 1986 | ф   | Прорыв                     | Имя персонажа не указано |
| 1986 | ф   | Капитан «Пилигрима»        | Имя персонажа не указано |
| 1987 | ф   | Бармен из «Золотого якоря» | Имя персонажа не указано |
| 1988 | ф   | Без мундира                | Имя персонажа не указано |
| 1989 | ф   | Псы                        | Имя персонажа не указано |
| 1989 | ф   | Стеклянный лабиринт        | Имя персонажа не указано |
| 1992 | ф   | Арифметика убийства        | Имя персонажа не указано |
| 1992 | ф   | Ангелы в раю               | Имя персонажа не указано |
| 1995 | ф   | Московские каникулы        | Имя персонажа не указано |
| 1997 | ф   | «Шизофрения»               | Имя персонажа не указано |
| 1998 | ф   | Перекрёсток                | Имя персонажа не указано |
| 2000 | ф   | Бременские музыканты & Co  | Имя персонажа не указано |
| 2003 | ф   | Танцор                     | Имя персонажа не указано |
| 2016 | док | Слишком свободный человек  | Имя персонажа не указано |

### Видеоклипы
1. 1986 — Посвящение корове (из телепрограммы «Весёлые ребята»)
2. 1987 — Замыкая круг
3. 1994 — Братский вальсок
4. 1995 — Лейся, песня (Старые песни о главном)
5. 1996 — Люблю я макароны (Старые песни о главном-2)
6. 1998 — Варьете
7. 2001 — Флаг над замком (совместно с группой «Квартал»)
8. 2002 — Тем, кто ушёл
9. 2003 — Тонкий шрам на любимой попе
10. 2007 — Диалог на фоне бесконечной ночи
11. 2013 — Мы летим (Летающие звери)
12. 2015 — Только любовь оставит тебя живым (совместно с группой «Гайдамаки» и Мацеем Маленчуком)
13. 2015 — Ангел (совместно с Александром Зарецким)
14. 2017 — Я сюда ещё вернусь (совместно с Ильдаром Казахановым и Аллой Турковской)
15. 2018 — Либо это, либо то
16. 2019 — Шли кругами (совместно с проектом Yo5)
17. 2020 — Жизнь сложная (совместно с Васей Обломовым)
18. 2021 — Одинокий Прекрасный
19. 2022 — Беяхад (Мы рядом) (совместно с Аркадием Духиным)
20. 2022 — Люди как люди

### Телепроекты
- «Смак» (1-й канал Останкино, ОРТ/«Первый канал») — передача о кухне и пище (20 ноября 1993 — 8 марта 2005[149][150][151]). С ноября 2018 по февраль 2022 года выпуски выходили на ютуб-канале «Смак Андрея Макаревича»[152].
- «Эх, дороги» (РТР) — передача о путешествиях по миру (23 мая 1996 — 13 мая 2000)[153]
- «Абажур» (ОРТ) — беседы со звёздами (4 апреля 1998 — 26 сентября 1999)
- «Макарена» — музыкальная передача в рамках «Ночной смены» Дмитрия Диброва на ОРТ (2001—2002)[154]
- «Подводный мир с Андреем Макаревичем» («Первый канал») — передача о подводном мире (21 января 2003 — 23 октября 2006)[155]
- «Три окна» («Первый канал») — передача о кухне и пище (12 марта 2005 — 8 января 2006)[156][157]
- Неоднократно участвовал в жюри Высшей лиги КВН. Дважды был членом жюри фестиваля КВН «Голосящий КиВиН» (1996, 2007).[источник не указан 290 дней]

### Радиопроекты
- «Машина моего времени» (Радио «Маяк») — музыкально-публицистическая программа, основанная на личных воспоминаниях автора (2006—2007)

### Выставки картин и графики
С 1970 года занимается графикой в смешанной технике. Когда был студентом, Андрей рисовал для журнала «Техника - молодежи». Образцом для подражания считает своего отца, который был художником-любителем, коллекцию картин отца хранит младшая сестра Андрея.
- 1990 — Первая выставка в Москве (Московский дворец молодёжи)[159]
- 1991 — Персональная выставка графических работ Андрея Макаревича. Дворец молодёжи, Москва.
- 1991—1993 — Персональная выставка. Галерея «Борей». Санкт-Петербург.
- 1991—1993 — Совместная выставка с А. Белле. Санкт-Петербург.
- 1991—1993 — Серия передвижных выставок по городам России.
- 1994 — Андрей Макаревич, Андрей Белле. Галерея «Палитра». Санкт-Петербург.
- 1996 — Выставка Графики, галерея Ольги Хлебниковой, ЦДХ. Москва
- 1998 — «Арт-Манеж’98». ЦВЗ «Манеж». Москва.
- 1998 — Персональная выставка. «Галерея Аллы Булянской». Москва.
- 1999 — Арт-салон «ЦДХ’99». Центральный дом художника. Москва.
- 2000 — «Арт-Манеж’2000». ЦВЗ «Манеж». Москва.
- 2000 — Арт-салон «ЦДХ’2001». Центральный Дом Художника. Москва.
- Декабрь 2003 — персональная выставка «50 Женщин Андрея Макаревича». Манеж, Москва.
- Октябрь 2004 — «Andrei Makarevich ART».
- Декабрь 2005 — персональная выставка в галерее Аллы Булянской (Центральный дом художника).
- Апрель 2008 — Андрей Макаревич, Андрей Белле. «Анатомия памяти» (Государственная Третьяковская галерея, Москва).
- Май-июнь 2010 — «Среда Андрея Макаревича и Андрея Белле». Галерея «На Чистых прудах».
- Осень 2012 года — Андрей Макаревич и Александр Галицкий — Зарисовки из жизни кошек.
- Март — апрель 2013 — выставка работ Вадима и Андрея Макаревичей (отчасти в память отцу).
- 14.03—01.04.18 Андрей Макаревич и израильский художник Александр Галицкий — «Потоп». Рисунки на холстах в четыре руки.
- Осень 2018 — Обновлённая выставка рисунков из жизни кошек. Выставка открылась в нескольких городах России.
- Зима 2018—2019 года — «… И слышно: они поют» в «Мультимедиа арт музее».

Зарубежные выставки
- 1991 — Первая зарубежная выставка. Казерта, Италия[159].
- 1995 — Персональная выставка. Казерта, Италия.
- 1996 — Персональная выставка. Рига, Латвия.
- 2000 — Консульство России. Лондон.
- Ноябрь 2005 — персональная выставка «Fish & More» (Сан-Франциско).
- Январь 2006 — совместная выставка работ Андрея Макаревича и Майкла Картелоне (Нью-Йорк).
- Апрель 2010 — FEMME at the Sculpture court in the National Arts Club, Нью-Йорк.

## Награды
1. Почётное звание «Заслуженный артист РСФСР» (1991)[160]
2. Медаль «Защитнику свободной России» (2 февраля 1993 года) — «за исполнение гражданского долга при защите демократии и конституционного строя 19—21 августа 1991 года»[161]
3. Благодарность Президента Российской Федерации (11 июля 1996 года) — «за активное участие в организации и проведении выборной кампании Президента Российской Федерации в 1996 году»[162]
4. Орден Почёта (24 июня 1999 года) — «за заслуги в развитии музыкального искусства»[163] и в связи с 30-летием группы.
5. Почётное звание «Народный артист Российской Федерации» (22 ноября 1999 года) — за большие заслуги в области искусства[5]
6. Орден «За заслуги перед Отечеством» IV степени (9 декабря 2003 года) — «за большой вклад в развитие музыкального искусства»[164] и в связи с 50-летием.
7. Медаль «Золотой кот», диплом мэрии и почётный кубок (март 2012 года) — за роспись сервиза «Five о’кот»: сервиз, созданный Андреем Макаревичем в сотрудничестве с Императорским фарфоровым заводом, занял первое место в номинации «Графика» на фестивале «Лунный кот» (Испания, Каталония)[165].
8. Премия «Скрипач на крыше» в номинации «Музыкальное событие года» (2013) — "за создание альбома «Идиш-джаз»[166].
9. Премия Московской Хельсинкской группы (9 декабря 2014 года) в номинации «За защиту прав человека средствами культуры и искусства»[167].
10. Почётный знак Министерства культуры Литвы «Неси свой свет и верь» (2015)[168].
11. Премия имени Льва Копелева «За мир и права человека» (2015)[169].

## В искусстве
- Игорь Тальков, возможно, посвятил Андрею Макаревичу песню Этот путь: «Он когда-то был гоним, мы на него молились, он такие песни пел, что в жилах стыла кровь, а теперь он стал другим, и песни изменились, видно, сдвинулся прицел, коль бьёт не в глаз, а в бровь, этот путь не балует нас, и он дарован нам не даром, а успокоенный талант, не стоит ни гроша, этот путь тебя не предаст, пока звенит твоя гитара, пока горит твоя свеча, и мечется душа, он что думал, то и пел в подъездах и подвалах, и, конечно, в Москонцерт его не звал никто, а теперь он поумнел, в больших играет залах, но — не тот, не тот прицел, и он поёт не то…»[170]
- Борис Гребенщиков написал в своё время песню-посвящение Макаревичу «Контрданс (Скоро кончится век…)», написанную под влиянием песен последнего «Мазурка на смерть поэта» и «Слишком короток век»[171]. Припев песни начинается с фразы «Но в этом мире случайностей нет», отсылающая к композиции «Право» группы «Машина Времени».
- Александр Розенбаум написал и спел песню «Мы живы», там он упоминает Макаревича: «Плывёт с акулами Макар, и значит, мы живы».
- В песне «Нет, ты понял» группы «Несчастный случай» упоминается вместе с Борисом Гребенщиковым: «А Макар и БГ — как будто Энгельс и Маркс»[172]
- Песня «Про Макара» («Продавец времени») группы «Мифы»:

Я вижу дом, и в доме том не гаснет свет,
В окне маячит твой кудрявый силуэт.
Твой дом открыт, и в нём накрыт бескрайний стол,
Но кончен бал, и твой последний друг ушёл.
- «Частушки» из альбома «Периферия» группы «ДДТ»[173]

Время, время, время, время,
Времечко проходит,
Макаревич стал не в моде,
«Макароны» в ходе!
- В песне Григория Данского «Станция Боковая» («Звали меня на Гавайи…»): «А целый один Макаревич — для нас почти Пол Маккартни»[174].

- В песне «Уездный город N» группы «Зоопарк»[175]:

Это наш молодежный герой
Опять затеял битву с дураками
Но бьется он сам с собой

## Критика
- В августе 2022 года российский композитор и продюсер Макс Фадеев дал отрицательную оценку его творчества и взглядов. По его мнению, слова Макаревича о том, что пусть учёные и медики разбираются с происходившим с россиянами несколько сотен лет, по сути совпадают со взглядами немецкого врача Йозефа Менгеле, ставившего опыты в концлагере Освенцим и считавшего, что с россиянами что-то не так[176]. Далее Фадеев напрямую обращается к оппоненту:

Андрей Макаревич давно страдает заболеванием, которое в психологии называется «нарциссизм». <…> Я всегда замечал, что у Андрея Макаревича снобское отношение ко всему вокруг. Андрей Вадимович, вы неверно себя воспринимаете. Ваш масштаб личности — конечно же, не Бродский, не Довлатов. Всё, что вы сделали в искусстве — очень посредственно. Я это говорю вам как музыкант архитектору.— Макс Фадеев
- В феврале 2025 года создательница и солистка группы «Мельница» Наталья О’Шей (Хелависа) поделилась своим мнением насчёт Макаревича, попавшего во временную опалу у себя на родине, не сочтя для себя возможным причислить его творчество к рок-жанру:

Я не слышу в песнях Макаревича тех битов, которые заставляли бы сжиматься диафрагму и предсердие, которые должны быть в настоящем роке, когда ты даже не обращаешь внимание на текст, но тебе хочется двигаться, качаться под это дело. Таких песен в творчестве группы «Машина времени» ничтожно мало.— Наталья О’Шей (Хелависа)

## Интервью
- Андрей Макаревич: Кодекс «Машиниста». Интервью на сайте журнала «Интервью»
- Школа злословия с участием Андрея Макаревича
- Андрей Макаревич на сайте Российского авторского Общества
- Культ личности. Андрей Макаревич, Леонид Велехов, Радио «Свобода», 13.12.2014.
- Андрей Макаревич на Дожде. Марафон «Немцов мост». Дождь (7 апреля 2015).
- Андрей Макаревич и Лев Шлосберг: «Опрокинутый мир» / Люди мира // ГражданинЪ TV. 8 октября 2022.